# 陳楚材 (遼寧)
陈楚材（1893年—1992年）原名荫棠、维则。今辽宁省辽中县人。中国实业家。

## 生平

### 创业阶段
陈楚材出生于一个清贫的农民家庭。中学毕业后，他考入奉天两级师范学校。四年后，他通过了奉天省官费留日学生考试，入东京高等工业学校。1922年毕业后，他于日本钟渊纺织厂实习，同年9月归国。他和杜重远力图通过实业救国，经老师林成秀介绍，结识了张惠霖。在张惠霖的帮助下，陈楚材创办了东兴染织厂并任总经理，1924年该厂投产。此后该厂蒸蒸日上。他还在沈阳办了两个小型织布厂，分别名为“双合成”、“双合盛”。
1929年，他和营口肇兴轮胎公司董事长李子初合办营口纺纱厂。同年，他在营口开办缸窑，该缸窑在奉天设总公司，辖营口、新城子、西安（今辽源）共三个缸厂。他还在海城创办了大新窑业公司，又创办了奉天实业银行。
1931年九一八事变后，肇新窑业公司总经理杜重远离开沈阳，到关内参加抗日活动。该公司经理李华亭聘请陈楚材任该公司总经理。1932年，他接任奉天纺纱厂厂长。该厂是官商合办，他是第三任厂长。1934年，李焕章在昌图兴办小煤窑，一开始规模很小，后经陈楚材和陈子和出资，并聘请李秉忱管理，兴办了昌图煤矿。
1938年4月1日，满洲国政府将奉天市商会与日本的奉天商工会议所合并，成立奉天商工公会，陈楚材任副会长。同年，陈楚材接办奉天纯益缫织公司。1940年，他出资在北京创办大中华染织公司。1941年，他在北京邀集股东开办大华窑业公司，并自任该公司董事长。1942年，该公司筹建陶瓷厂，于1944年建成。

### 在国共内战中
1945年日本投降后，苏联红军开入沈阳，将当地军警全部缴械，地方治安一度发生混乱。中共地下党员丁宜（丁尚权，时任志城银行总务科副科长）、陈卓毅（陈楚材的侄子）根据当时情况并经中共党组织同意，邀请陈楚材组织地方维持会。陈楚材遂邀地方名人成立了沈阳市人民维持地方治安委员会，陈楚材任会长。此后陈楚材携翻译徐子宏（徐余恕，原曾任满铁参事，通俄语）会见苏军城防司令阔夫同，请求苏军拨给枪支，以便维持地方治安。当东北民主联军一部开入沈阳时，他还同张学思、朱其文一起拜会了阔夫同，阔夫同遂拨给民主联军400支大盖枪。同年9月，辽宁商工总会于沈阳成立，陈楚材任该会主席。同年11月4日，辽宁中苏友好协会于沈阳成立，张学思任会长，陈楚材任副会长。辽宁商工总会曾多次筹钱为苏军的一个小分队供应伙食。中国国民党的地下组织不断给该商会寄恐吓信，并暗杀陈楚材，但陈楚材未遇害，而和陈楚材乘坐同一辆军车的辽宁商工总会顾问徐余恕 则被杀害。1946年9月，辽宁商工总会进行改选，陈楚材不再担任副会长。
1947年初，陈楚材变卖了住宅，所得资金除一部分购买了一所小房外，其余均投入了大华窑业。到1948年，投入大华窑业的自己告罄。1948年，中国人民解放军占领沈阳后，他从北平致函沈阳市市长，请将他在沈阳各个企业的个人投资共150万元均捐给国家，但沈阳市根据当时对民族工商业的政策而未接受。1949年北平和平解放后，陈楚材又将小房变卖，所得资金又投入大华窑业，并将其更名为大华陶瓷厂。陈楚材在该厂废除了资方经理制，设立了工厂劳资管理委员会，负责生产和行政管理。后来该厂又获得了政府贷款，从而增修了两座新窑并增加工人数量。中华全国总工会主席李立三到该厂参观，肯定了这种劳资双方一起管理工厂的制度，此后该厂的做法刊登在《人民日报》上，在工商界影响较大。后来陈楚材作为特邀代表参加了北京市第一次人民代表大会。

### 公私合营之后
1954年春，大华陶瓷厂实行公私合营，陈楚材任副厂长。1956年全行业实现公私合营后，他从沈阳的肇新窑业每年获得900元的定息。文化大革命期间，陈楚材遭到关押和审查。中国共产党第十一届中央委员会第三次全体会议召开后，陈楚材获得政府落实政策，此后他被北京市工商联第六届会员代表大会选为执行委员，第七届会员代表大会选为顾问。他还当选北京市宣武区政协委员。
1992年，陈楚材在北京逝世，享年99岁。